# Lluís Romeu i Corominas
Lluís Romeu i Corominas (Vic, Osona, 23 de juny de 1874 - Vic, Osona, 23 de setembre de 1937) fou un prevere, compositor i mestre de capella català.

## Vida
Anomenat "l'apòstol de la música sagrada", de jove sentí inquietud cap a la música i es matriculà a l'Escola Municipal de Música de la seva ciutat natal. El seu primer mestre de composició i d'harmonia fou el pianista, compositor i pedagog Lluís G. Jordà, director de l'escola. Músic inquiet i polifacètic, aprengué de tocar el piano i el violí. A l'edat de 13 anys començà de tocar l'orgue a l'església de Sant Domènec. Més endavant va ampliar els seus coneixements amb Felip Pedrell.
Tot i sent prevere, formà part d'una orquestra i actuà en les esglésies i els balls de les festes majors. De personalitat humil, aplicat, amable i racional, fou ordenat sacerdot i nomenat organista de la parròquia de la Bonanova de la ciutat de Barcelona; aquí hi perfeccionà els estudis d'harmonia i de composició amb el mestre Ribera. Aprovades unes oposicions el 2 de gener de 1901, es convertí en mestre de capella de la catedral de Vic, fins a la seva renúncia per motius de salut al 1920, que passà a ser organista a la mateixa. Com a mestre de capella va tenir entre d'altres alumnes Josep Maria Maideu i Auguet (1893 a 1971).

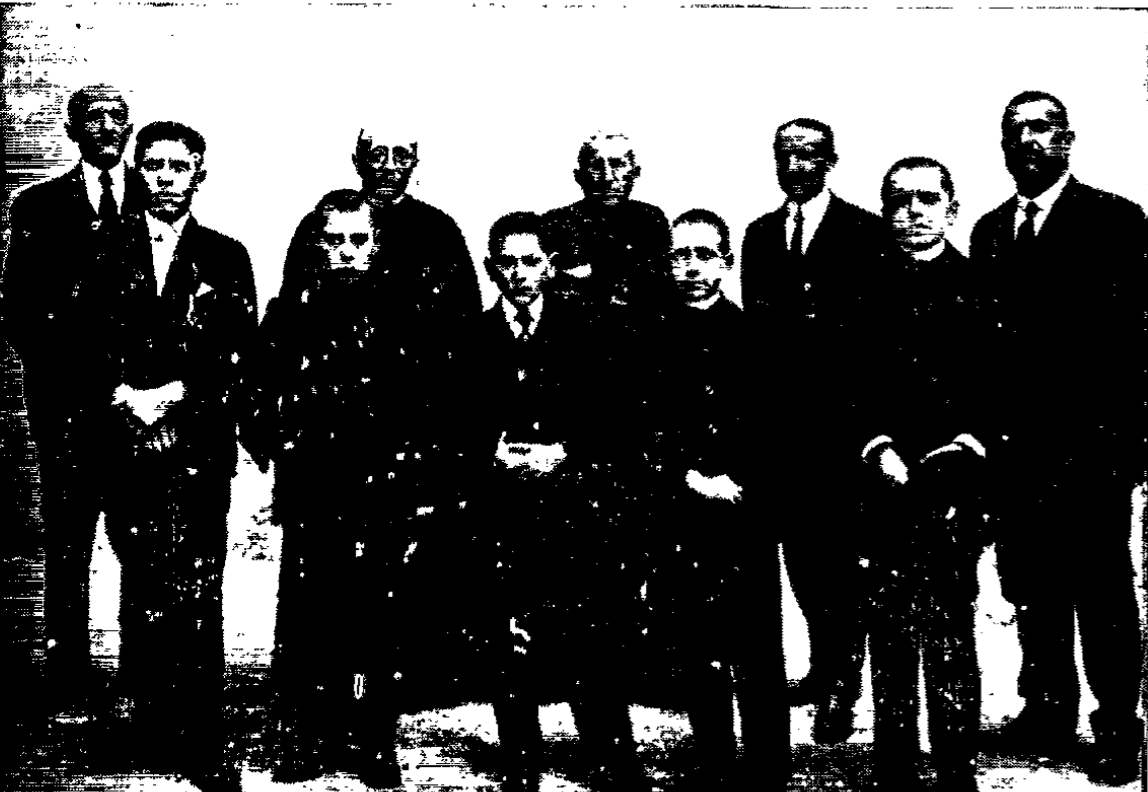
Lluís Romeu i Corominas, quart començant per la dreta

Mantingué relació d'amistat amb compositors i institucions catalanes. El 8 de desembre de 1922, data de la canonització de Sant Felip Neri, l'Orfeó Català interpretà per primer cop la Missa del Roser. També mantingué una estreta relació d'amistat amb Lluís Millet. Vet aquí una carta d'aquest enviada a Lluís Romeu: 
“Molt estimat mossèn Romeu: Fa dies que li vull escriure, però gràcies a Déu, sempre surten destorbs i la feina que sempre ens crida. Però no deixo de pensar en V. sovint, sobretot que m’envia coses de la seva collita, fruita tan dolça i madura. El seu Virolai és digne de la nostra Moreneta; aquesta música té tota la dignitat i tot el tirat de la nostra raça, quan no és malaguanyada del dimoni que sembla que avui corre desenfrenat. Sí; cal que a la nostra Moreneta li toquem el cor amb les nostres cançons, perquè ens retorni el seny i la decència.” (Lluís Millet, 26 de gener de 1934)
Després de la mort del compositor, l'Orfeó Català va escriure en la seva memòria:
“L'Orfeó Català sent en l'ànima la pèrdua del seu amic i mestre estimadíssim, i cantant les seves inspiracions, farà que els catalans no oblidin el cantaire de les clarors celestials.” (L'Orfeo Catalá, 1937)

## Obra
Autor de més de 300 obres, de les quals tan sols se'n publicaren la meitat, molt originals i profundes, amb una vinculació amb les melodies del cant pla i els elements musicals de la cançó tradicional catalana.